# モルヴェーノ
モルヴェーノ（イタリア語: Molveno）は、イタリア共和国トレンティーノ＝アルト・アディジェ州トレント自治県にある、人口約1,100人の基礎自治体（コムーネ）。

## 地理

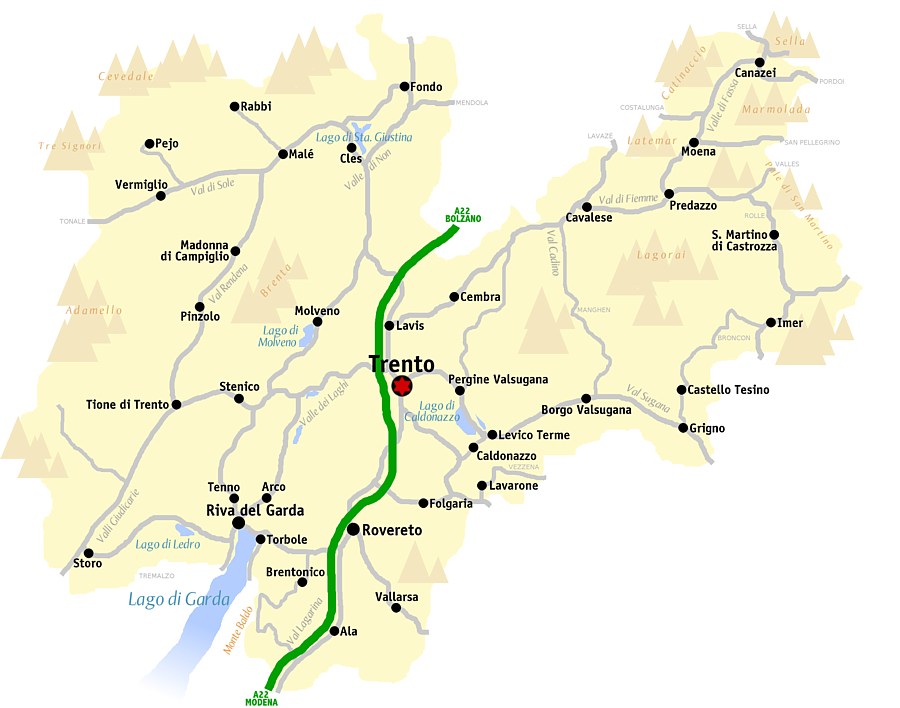
トレント県概略図

### 位置・広がり
トレント自治県北部に位置するコムーネ。県都トレントから西北西へ14kmの距離にある。

#### 隣接コムーネ
隣接するコムーネは以下の通り。
| - アンダロ - カヴェダーゴ - サン・ロレンツォ・ドルシーノ (サン・ロレンツォ・イン・バナーレ) - スポルマッジョーレ - トレ・ヴィッレ (ラーゴリ) - ヴァッレラーギ (テルラーゴ、ヴァッレラーギ) - ヴィッレ・ダナウニア (トゥエンノ) |

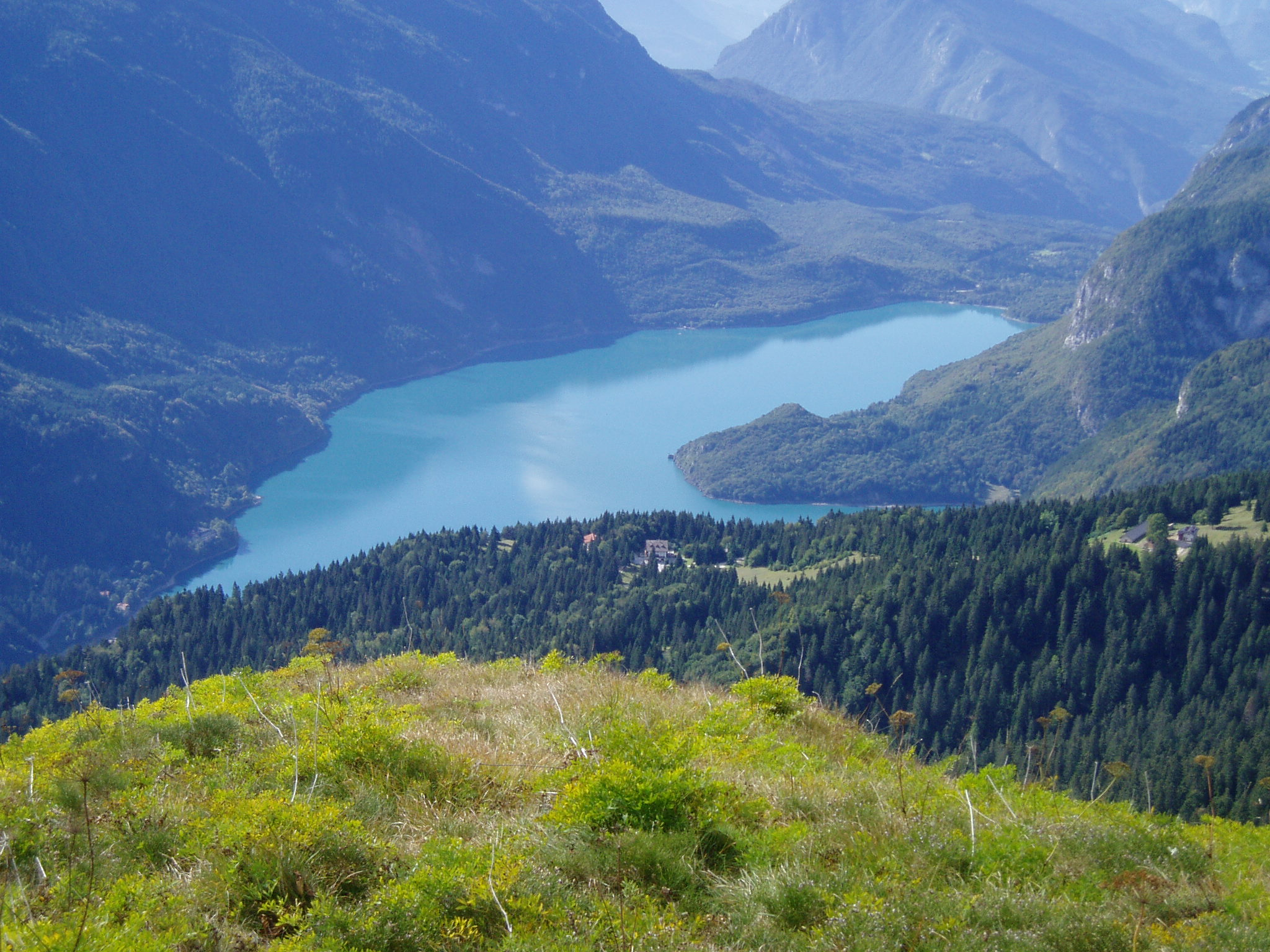
ドロミーティ・ディ・ブレンタ山群から見たモルヴェーノ湖

## 行政

### Comunita di valle
トレント自治県が設置した広域行政組織 Comunita di valle 「パガネッラ」 (it:Comunita della Paganella) （事務所所在地: アンダロ）に属する。

## 住民

### 言語
| 少数言語話者の割合（2011年） | 少数言語話者の割合（2011年） | 少数言語話者の割合（2011年） | 少数言語話者の割合（2011年） | 少数言語話者の割合（2011年） |
| ---------------------------- | ---------------------------- | ---------------------------- | ---------------------------- | ---------------------------- |
|                              |                              |                              |                              |                              |
| ラディン語                   | ラディン語                   |                              | 2.6%                         | 2.6%                         |
| モケーニ語                   | モケーニ語                   |                              | 0.0%                         | 0.0%                         |
| チンブロ語                   | チンブロ語                   |                              | 0.0%                         | 0.0%                         |

2011年10月9日に行われた国勢調査によれば、住民1118人中29人（2.6%）がラディン語話者であった。